# إقليم مارا
إقليم مارا (بالسواحلية: Mkoa wa Mara)‏هو واحد من 31 إقليم إداري في تنزانيا. تبلغ مساحة الإقليم 21,760 كـم2 (8,400 ميل2). يُمكن مقارنة الإقليم من حيث الحجم بمساحة الأرض المشتركة لدولة السلفادور. المناطق المجاورة هي إقليم موانزا واقليم سيميو ‏ (إلى الجنوب) وإقليم أروشا (إلى الجنوب الشرقي) وإقليم كاجيرا (عبر بحيرة فيكتوريا). يقع إقليم مارا على حدود كينيا (إلى الشمال الشرقي). عاصمة الإقليم هي بلدية موسوما. يشتهر إقليم مارا بكونه موطنًا لمتنزه سيرينغيتي الوطني، وهو أحد مواقع التراث العالمي لليونسكو وأيضًا مكان ولادة الأب المؤسس لتنزانيا جوليوس نيريري. تحت الاحتلال الاستعماري البريطاني، كانت إقليم مارا يسمى مقاطعة البحيرة، والتي أصبحت إقليم البحيرة بعد الاستقلال في عام 1961.

## الجغرافية
يقع إقليم مارا في الجزء الشمالي من البر الرئيسي لتنزانيا. وهو يقع بين خطي عرض 1 ° 0 'و 2 ° 31' وبين خطي طول 33 ° 10 'و 35 ° 15'. تبلغ مساحته الإجمالية 30 150 كيلومترًا مربعًا، منها 10 584كيلومترًا مربعًا من المياه. يحد الإقليم شمالاأوغندا وكينيا. كما يحده إقليم أروشا من الشرق، وإقليم سيميو من الجنوب، وكذلك إقليم موانزا من الجنوب الغربي والغرب. 15 بالمائة من المسطح المائي لبحيرة فيكتوريا - 10٬854 كيلومتر مربع - مغمور في إقليم مارا.

### المناخ
أقصى درجة حرارة للإقليم هي 29.32 درجة مئوية والحد الأدنى 27.68 درجة مئوية، بمتوسط 28.50 درجة مئوية. يشهد إقليم مارا نمط هطول الأمطار ثنائي النسق، يتكون من موسمين ممطرين وموسمين جافين. تستمر فترة هطول الأمطار الطويلة بين فبراير حتى يونيو. تستمر فترة هطول الأمطار القصيرة بين سبتمبر ويونيو.
يمكن تقسيم إقليم مارا إلى 3 مناطق مناخية. تقع المنطقة الشمالية في ولاية تاريم ‏ وكذلك أجزاء من ولاية سيرينجيتي ‏. في المتوسط، يتلقى هطول الأمطار سنويًا من 1،250 إلى 2000 مم / سنة. تشمل المنطقة الوسطى الكثير من ولاية موسوما ‏ والأجزاء الشرقية من سيرينجيتي. ويتراوح معدل هطول الأمطار فيها سنويًا من 900 إلى1٬300مم / سنة. تغطي منطقة Lowland الكثير من بوندا وشواطئ البحيرة. تستقبل هذه المنطقة 700-900 مم / سنة.   تقع بحيرة فيكتوريا على حدود إقليم مارا في تنزانيا. تبلغ مساحة البحيرة68٬800كيلومتر مربع، ويمتد خطها الساحلي على 3220 كم. إنه خزان مياه النيل الرئيسي. بحيرة فيكتوريا لديها العديد من الأرخبيلات، أو مجموعات من الجزر. الجزر الموجودة في إقليم مارا عديدة، في مجلس ولاية بوندا ‏، هناك بولامبا، نافوبا، سوزيا، ساتا، نامجوما، ماتشويلي، إليلا، إيغالي، تشاليكا، نياكالانجو، بوجولاني، ناتشينيلي، وجيانزا ؛ في المجلس البلدي موسوما، روكوبا، وإريغا ؛ وفي مجلس ولاية روريا وتوا وكينيسي وجزيرة بوجوامبوا. هناك عدد كبير يزيد عن 200 نوع من الأسماك، إلا أن البلطي وجثم النيل مهمان اقتصاديًا. 

### الغطاء النباتي
إقليم مارا مغطى في الغالب بالنباتات الطبيعية، ولكن هناك أيضًا مساحات كبيرة للزراعة غير مستغلة. أكثر المناظر الطبيعية انتشارًا في الغطاء النباتي الطبيعي هو "نوع السافانا " الأكثر شيوعًا في المناطق التي تتلقى هطول الأمطار سنويًا بين 900 و1٬200مم / سنة. تتكون سهول سيرينغيتي من نباتات من نوع السافانا مع نباتات حرجية سائدة، ولكن في الغالب غابات متناثرة ومراعي مشجرة. تتكون المنطقة الشمالية، التي تستقبل كميات كبيرة من الأمطار السنوية، من غابة رطبة. تتكون مناطق الأراضي المنخفضة ذات الأمطار السنوية الأقل من الأراضي العشبية المشجرة والأدغال ذات الغابات الكثيفة. يشغل متنزه سيرينغيتي الوطني مساحة 14،750 كيلومترًا مربعًا من الأراضي. ويقع على حدود إقليمي أروشا ومارا. أُسس في عام 1951، ويحتوي على تركيز هائل ومذهل من الحيوانات البسيطة التي تُركت في أي مكان في إفريقيا.

## اقتصاد
يُعد التعدين وصيد الأسماك والسياحة وتربية الماشية وزراعة المحاصيل والعمليات عبر الحدود الدعائم الأساسية لاقتصاد إقليم مارا المميز والجذاب.

### زراعة
يعمل حوالي 80 بالمائة من القوى العاملة في الإقليم في الزراعة، والتي تمثل حوالي 60 بالمائة من الناتج المحلي الإجمالي للمنطقة. البفرة، الأرز، الذرة، الذرة الرفيعة، الدخن الإصبعي، الدخن البردي، البطاطا الحلوة، البطاطس، الفاصوليا، مكسرات البامبارا، المكسرات الأرضية، بقلة الماش، حمص، موز، قطن، قهوة، عباد الشمس، سمسم، بصل، طماطم، بطيخ، برتقال والأفوكادو والبابايا والأناناس والليمون هي بعض المحاصيل المزروعة في المنطقة. ومع ذلك، تشمل المحاصيل المهمة في الإقليم الموز، والبن، والبفرة، والبستنة، والقطن. تبلغ المساحة التقديرية للأراضي الخصبة في الإقليم 2٬500٬000 هكتار، إلا أن 500٬000 هكتار فقط، أو حوالي 20 بالمائة من الأراضي الصالحة للزراعة، تُستخدم عادة لإنتاج المحاصيل.
يُعد إقليم مارا واحدًا من إحدى عشر إقليم لزراعة القطن في منطقة زراعة القطن الغربية (WCGA)، وعند مقارنته بالأقاليم الأخرى، فإنه ينتج ما معدله 220 كجم من القطن لكل فدان. كان مارا رائد نموذج الزراعة التعاقدية للقطن في تنزانيا. من بين المساحة المحتملة البالغة 22٬632 هكتارًا المناسبة للمحصول، من المتوقع أن يزرع الإقليم 3٬065 هكتارًا من بن أرابيكا. في إقليم مارا، تُزرع القهوة في أربع مناطق. هذه المناطق هي تاريم و سيرينجيتي و روريا و بوتياما. يعد صغار المزارعين، بمتوسط مساحات قطع الأرض يبلغ فدانًا واحدًا و 800 كيلوغرام من الإنتاج للفدان، المنتجين الرئيسيين. في ولاية تاريم، يزرع الشاي في الغالب من قبل المزارعين أصحاب الحيازات الصغيرة، الذين لديهم قطع أرض تتراوح من 0.2 فدان إلى فدانين وينتجون 600 كيلوغرام لكل فدان كل شهر.
يُوفر مطار موسوما ومهابط الطائرات في سيرونيرا وفورت إيكوما في متنزه سيرينغيتي الوطني ومهبط طائرات ماجينا بالقرب من تاريمي الخدمة الجوية إلى إقليم مارا.

### صيد السمك
يُصطاد السمك في إقليم مارا بشكل أساسي على بحيرة فيكتوريا، التي تضم 49 بالمائة من إجمالي مساحتها داخل الأراضي التنزانية. على طول بحيرة فيكتوريا ونهر مارا وجداوله، تُصطاد الأسماك. صُنف واحدًا من أهم الأهداف الاقتصادية في الإقليم. يعمل حوالي 379،707 فرد في صيد الأسماك كمصدر للدخل، وهو ما يمثل 40 بالمائة من القوى العاملة في المنطقة. تشمل الطرق الأكثر شيوعًا لمعالجة السردين في المنطقة التجفيف بأشعة الشمس والقلي، وفي حالات نادرة التدخين. بالمقارنة مع السردين من مناطق أخرى، السردين في إقليم مارا (داجا)، وخاصة تلك الموجودة في كيبوي في ولاية روريا، هي الأفضل والأكثر وزنًا لكل جالون أو لكل دلو. يُعتقد أن متوسط الصيد الشهري البالغ 3452.25 طن متري يُسوق داخل وخارج إقليم مارا.
سمك الفرخ النيلي هو مصدر ثمين للغذاء والتغذية للعائلات، وكذلك مادة خام لمصانع تعليب الأسماك. شهدت مقاطعات بوندا وموسوما وروريا كمية من المصيد محليًا. مصايد الأسماك في روكوبا ماكوكو، ونياكارانغو، ونافوبا، ونامجوما، وماشويرا، وسوزيا. تقوم معالجات أسماك ميسوما بالمعالجة في المنطقة الواقعة في شواطئ Ryamakabe و Toa و Ngonche و Msasani و Bugambwa. تُجلب غالبية أسماك الفرخ النيلي إلى المنطقة. ما يقرب من 72 بالمائة، أو 13373.07 طن متري - يُصنع في موانزا.

### الحياة البرية والسياحة والمحميات
إقليم مارا هي موطن لمتنزه سيرينغيتي الوطني، أحد أشهر المنتزهات الوطنية في العالم. أدرج المتنزه الوطني موقعًا للتراث العالمي، ويحتل مساحة كبيرة من الأراضي العشبية والغابات وهو موطن لمجموعة متنوعة من الحياة البرية. يجذب ما يقرب من 150.000 سائح كل عام. المحمية هي موطن لأكثر من مليون حيوان بري، و 200٬000 حمار وحشي، و 300٬000 غزال طومسون. بالإضافة إلى ذلك، تعد مارا أيضًا موطنًا لمتحف مواليمو نيريري، الذي يضم حقائق تاريخية عن استقلال البلاد. يقع المتحف في قرية بوتياما، مكان الراحة الأخير لمواليمو يوليوس كامباراج نيريري، الأب المؤسس للبلاد.
يُعتقد أن الغابات المحمية قانونًا تغطي مساحة 9541.2 هكتارًا في إقليم مارا. 2٬927 هكتارًا منها يقع ضمن اختصاص الحكومة المركزية، و 3593.3 تحت سيطرة مجالس الولايات، و 2٬980 ليست تحت سيطرة المجالس المحلية. تسيطر حكومات القرى على 5 هكتارات، في حين أن القطاع الخاص مسؤول عن 40.4 هكتار.
أُنشأت محميات الحياة البرية إيكورونغو وغروميتي في منطقتي بوندا و سيرينجيتي، بمساحة مشتركة تبلغ 993.4 كيلومتر مربع، في عام 1993. منطقة إدارة ايكوما للحياة البرية (IWMA)، والتي تمتد على مساحة 242.3 كيلومتر مربع، موجودة بالإضافة إلى المحميات. هناك العديد من أنواع الحياة البرية المختلفة. يشتهر نظام مارا البيئي بهجرته السنوية لأكثر من 1.5 مليون من الحيوانات البرية و 250.000 حمار وحشي. ثاني أكبر هجرة للثدييات الأرضية في العالم تحدث في سيرينجيتي. 

## التركيبة السكانية
منطقة مارا هي موطن الأجداد للمجموعات الشعبية التالية: زاناكي، وكوريا، ونغوريمي، وإيكوما، وإيكيزو، وكوايا، وجيتا، وسوبا، وكيريوي، وسيزاكي، وسيمبيتي. في عام 2016، أفاد مكتب تنزانيا الوطني للإحصاء أن هناك 1٬924٬230 شخصًا في المنطقة، و1.743.830 شخصًا في عام 2012. في الفترة 2002-2012، كان متوسط معدل النمو السكاني السنوي في المنطقة البالغ 2.5 في المائة هو ثالث عشر أعلى معدل في البلاد. كانت أيضًا المنطقة الثانية عشرة من حيث الكثافة السكانية حيث بلغت 80/كم2 (210/ميل2). 

## التقسيمات الإدارية

### الولايات
ينقسم إقليم مارا إلى مجلس مدينة واحدة، ومجلسين بلدتين وأربعة مجالس ولايات. 
| </img> | Musoma Municipal ‏  | 134327    |
| </img> | مدينة بوندا ‏       | 134327    |
| </img> | Tarime Town ‏       | 134327    |
| </img> | ولاية بوندا ‏       | 335.061   |
| </img> | ولاية بوتياما ‏     | 241732    |
| </img> | Musoma District ‏   | 178356    |
| </img> | ولاية روريا ‏       | 265241    |
| </img> | Serengeti District | 249.420   |
| </img> | ولاية تاريم ‏       | 339،693   |
| </img> | المجموع            | 1،924،230 |

### مؤسسات الدولة
بالنسبة للانتخابات البرلمانية، تنقسم تنزانيا إلى دوائر انتخابية. اعتبارًا من انتخابات 2022، كان لإقليم مارا عشر دوائر انتخابية: 
 

## شخصيات بارزة من منطقة مارا
- جوليوس نيريري - أول رئيس لكل من تنجانيقا وتنزانيا، التحق بمدرسة Mwisenge الابتدائية في موسوما
- ديفيد موسوغوري  [لغات أخرى]‏، الرئيس السابق لقوات الدفاع التنزانية
- جوزيف واريوبا - رئيس وزراء تنزانيا السادس (1984-1985) والنائب الرابع للرئيس (1985-1990)
- ستيفن واسيرة - سياسي
- ماريا نيريري  [لغات أخرى]‏ - سيدة تنزانيا الأولى
- دانيال أوينو ميساني  [لغات أخرى]‏ - موسيقي تنزاني (مؤسس موسيقى بنجا  [لغات أخرى]‏ )

الأكاديميون:
- إبراهيم جمعة - قاضي المحكمة العليا التنزانية
- أ. فليمون سارونجي- أول جراح عظام في تنزانيا

الرياضيين:
- ديكسون مروة مكامي  [لغات أخرى]‏ - عداء لمسافات طويلة تنزانية
- مبوانا ساماتا - رياضي كرة قدم (سيمبا، تي بي مازيمبي، والمنتخب الوطني)
- بيتا جون موسيبا، لاعب كرة قدم (سيمبا والمنتخب الوطني)
- عمري كيمبا  [لغات أخرى]‏ - رياضي كرة قدم (سيمبا والمنتخب الوطني)
- إلياس مفونغو سولوس - الرئيس السابق لجمعية ألعاب القوى للهواة في تنزانيا (TAAA) المعروف الآن باسم AT، اتحاد شرق إفريقيا لألعاب القوى وأول تنزاني يصبح عضوًا في اللجنة الفنية للاتحاد الدولي لألعاب القوى للهواة (IAAF) والفريق الوطني السابق لألعاب القوى في الخمسينيات من القرن الماضي و 1960.
- سليمان نيامبوي  [لغات أخرى]‏ الحاصل على الميدالية الفضية في الألعاب الأولمبية التنزانية ورياضي من موسوما مارا.

## روابط خارجية
- Official website